# Piedone a Hong Kong
Piedone a Hong Kong è un film del 1975 diretto da Steno. È il secondo film della quadrilogia di Piedone.

## Trama
La polizia di Napoli, coadiuvata dal funzionario statunitense Sam Accardo del Narcotic Bureau, tenta di incastrare Willy Pastrone, il "signore della droga" della città. L'operazione fallisce e il commissario Rizzo, alias "Piedone", decide di interrogare Pastrone per l'ultima volta ma quando giunge a casa sua, lo trova già morto, ucciso a suon di calci e pugni. Rizzo, ingiustamente accusato di omicidio, decide di investigare anche sull'arrivo dell'italo-americano Frank Barella, un criminale spedito in Italia perché indesiderabile.
Grazie alle informazioni di Barella (che in realtà si scoprirà poi un agente dell'FBI sotto copertura) e di Tom Ferramenti, Piedone comprende che c'è una talpa nella polizia, un agente corrotto che permette il traffico di droga nella città, e parte per un viaggio in Oriente deciso a smascherarlo. Giunto ad Hong Kong dopo una tappa intermedia a Bangkok, in Thailandia, trova un amico in Yoko, un bambino giapponese la cui madre è stata uccisa poco prima che Rizzo riuscisse a interrogarla. A suon di scazzottate, i malavitosi non hanno vita lunga e alla fine Piedone, anche grazie all'aiuto del brigadiere Caputo, scopre che l'informatore corrotto era proprio Accardo.

## Curiosità
- A differenza del precedente Piedone lo sbirro, Bud Spencer qui (ed anche negli altri due film successivi) non viene doppiato da Glauco Onorato ma recita con la sua voce, che del resto meglio identifica le sue origini napoletane, tipiche anche del personaggio che interpreta.
- Francesco De Rosa qui interpreta un napoletano che ha preferito fare il ladro a Bangkok piuttosto che a Napoli: personaggio che avrà modo di riproporre nel film Banzai con Paolo Villaggio.
- La scena della cabina telefonica esplosa fu poi ripresa 8 anni dopo nel 1983 in Fantozzi subisce ancora, esattamente in base alla battuta detta dallo stesso Paolo Villaggio: "Clacson di Filini".
- Al Lettieri morì a seguito di infarto a soli 47 anni proprio nel 1975, dopo aver girato questo film: l'anno seguente uscirono postume le sue ultime due pellicole, anch'esse italiane: Vai gorilla di Tonino Valerii e Bordella di Pupi Avati.

## Accoglienza

### Incassi
Il film si è classificato al 13º posto tra i primi 100 film di maggior incasso della stagione cinematografica italiana 1974-1975.

## La saga diPiedone
- Piedone lo sbirro (1973)
- Piedone a Hong Kong (1975)
- Piedone l'africano (1978)
- Piedone d'Egitto (1980)
- Piedone - Uno sbirro a Napoli (2024) – spin-off televisivo